# Nya vänstern
Nya vänstern var en politisk rörelse under 1960- och 1970-talet som ställde sig kritisk till både sovjetkommunismen och reformistisk kapitalism, och ville skapa en frihetlig samt demokratisk socialism.

## Namnet
Namnet kan härledas till ett öppet brev som skrevs 1960 av C. Wright Mills, Letter to the New Left. Mills och hans efterföljare samlades kring New Left Review och utgick från den unge Marx humanistiska skrifter om alienation och ett "Frihetens rike" där "hela" människor arbetade en del av dagen, roade sig en annan del av dagen och sedan sysslade med intellektuell verksamhet återstoden av dagen. Denna "människans frigörelse" var en bortglömd sida hos Karl Marx ansåg de. En svensk motsvarighet till New Left Review blev tidskriften Zenit som startade 1957 som en syndikalistisk tidskrift och som senare omvandlades till en allmänsocialistisk tidskrift under inflytande av Nya vänstern. Även tidskriften Häften för kritiska studier, som startade 1968, var ett forum för Nya vänstern.
Namnet har ibland även använts för att beteckna en mängd olika program i olika länder och har då inbegripit alltifrån maoistiska till vänstersocialistiska rörelser. Den ursprungliga beteckningen härrör emellertid från den brittiska New Left som beskrivits ovan.

## Rörelsens betydelse i Europa och USA
Rörelsen var ingalunda enhetlig men hade stor betydelse bland intellektuella i Europa och USA. Jürgen Habermas, Herbert Marcuse, Erich Fromm och andra företrädare för Frankfurtskolan i Tyskland hade många beröringspunkter med Nya vänstern, men även André Gorz och Jean Paul Sartre i Frankrike, Perry Anderson, Ralph Milliband, E.P Thompson i Storbritannien och Paul Sweezy, Leo Huberman och Immanuel Wallerstein i USA.
Partipolitiskt var Nya vänstern besläktad med den så kallade eurokommunismen i södra Europa. 

## Den nya vänstern i Sverige
C.-H. Hermansson och hans försök att reformera Sveriges kommunistiska parti, senare VPK, var influerat av Nya vänstern, men även svenska socialdemokrater som till exempel Olle Svenning stod den Nya vänstern nära. Huvuddelen av de intellektuella inom 60-talsvänstern var dock mer ortodoxa marxister. I Sverige fick debattboken En ny vänster redigerad av Göran Therborn och under medverkan av Lars-Ola Borglid, Gunnar Olofsson och Rune Wiklund stort genomslag när den utkom 1966 på Rabén & Sjögren. Tidskrifterna Tidsignal och Clarté bör kanske också nämnas i sammanhanget, trots deras närmande till den tidens maoism genom KFML.